# Eisenbahnunfall von Karatschi
Der Eisenbahnunfall von Karatschi war ein Auffahrunfall zweier Züge der Pakistan Railways am 3. November 2016 im Bahnhof Juma Goth in Karatschi-Landhi, Pakistan. 22 Menschen starben.

## Ausgangslage
Der Zakaria Express aus Multan war in den Bahnhof Juma Goth in Landhi, einem Stadtteil von Karatschi, zum Stehen gekommen. Ihm folgte in der Einfahrt der Fareed Express aus Lahore. Die Züge waren zusammen mit etwa 1.000 Reisenden besetzt.

## Unfallhergang
Der Fareed Express überfuhr das Einfahrsignal, das den Zakaria Express schützten sollte. Dabei ist strittig, ob das Signal dem Lokomotivführer des Zuges „Halt“ gebot oder nicht. Der Fareed Express rammte den stehenden Zug um 7:18 Uhr. Dabei kippten zwei Wagen aus dem Gleis, drei Wagen wurden zerstört, weitere schwer beschädigt.

## Folgen
22 Menschen starben, 65 wurden darüber hinaus verletzt.
Der gesamte Eisenbahnverkehr von und nach Karachi war nach dem Unfall für einige Zeit unterbrochen.